# Catadelta scopignatha
Catadelta scopignatha är en fjärilsart som beskrevs av George Francis Hampson. Catadelta scopignatha ingår i släktet Catadelta och familjen nattflyn. Inga underarter finns listade i Catalogue of Life.